# Jonas Müller
Jonas Müller (ur. 4 października 1997 w Bludenz) – austriacki saneczkarz, wielokrotny medalista mistrzostw świata i mistrzostw Europy.

## Życie prywatne
Ma młodszego o dwa lata brata Yannicka, który także uprawia saneczkarstwo.

## Kariera
W 2015 roku rozpoczął występy w Pucharze Świata juniorów – 12 grudnia tego roku osiągnął swoje pierwsze sukcesy w tym cyklu, zajmując 2. miejsce w konkurencji jedynek oraz odnosząc zwycięstwo w konkurencji sztafetowej na rozgrywanych w Igls zawodach sezonu 2015/2016. Rok 2015 to dla niego również udział w mistrzostwach Europy juniorów w Oberhofie, na których zajął 6. miejsce w konkurencji jedynek.
W 2016 roku pojawił się na mistrzostwach Europy juniorów w Altenbergu, na których wywalczył złoty medal w konkurencji jedynek, a także na mistrzostwach świata juniorów w Winterbergu, na których w jedynkach zajął 5. miejsce. 2 grudnia tego roku miał miejsce jego debiut i zarazem zdobycie pierwszych punktów w Pucharze Świata, kiedy to na rozgrywanych w Lake Placid zawodach sezonu 2016/2017 zajął 22. miejsce w konkurencji jedynek. Rok później wystartował w mistrzostwach świata do lat 23 w Igls, które przyniosły mu jedynkowe 7. miejsce oraz w mistrzostwach świata w Igls, z których przywiózł 21. miejsce w konkurencji jedynek.
W 2019 roku wziął udział w mistrzostwach świata w Winterbergu, na których zdobył złoty medal w konkurencji sprintu, pokonując Niemca Felixa Locha i Rosjanina Siemiona Pawliczenkę oraz nie ukończył konkurencji jedynek z powodu wypadku na torze w pierwszym ślizgu, a także w mistrzostwach Europy w Oberhofie, na których zajął 13. miejsce w konkurencji jedynek. 24 listopada tego roku zaliczył pierwsze podium i jednocześnie odniósł pierwsze zwycięstwo w Pucharze Świata, pokonując w konkurencji jedynek na rozgrywanych w Igls zawodach sezonu 2019/2020 Rosjanina Romana Riepiłowa i reprezentanta Włoch Dominika Fischnallera. Na tych samych zawodach po raz pierwszy stanął na podium również w konkurencji sztafetowej, w której jego sztafeta, współtworzona przez Lisę Schulte, Thomasa Steua i Lorenza Kollera zajęła 2. miejsce plasując się za ekipą włoską i przed ekipą niemiecką.

## Osiągnięcia

### Mistrzostwa świata
| Rok  | Miejsce    | Jedynki | Jedynki-sprint | Sztafeta |
| ---- | ---------- | ------- | -------------- | -------- |
| 2017 | Igls       | 21.     | 49. (q)        | –        |
| 2019 | Winterberg | dnf     | 1.             | –        |
| 2020 | Soczi      | 2.      | 5.             | 5.       |
| 2021 | Königssee  | 6.      | 36. (q)        | -        |
| 2023 | Oberhof    | 1.      | 2.             | 2.       |
| 2024 | Altenberg  | 6.      | 7.             | -        |
| 2025 | Whistler   | 5.      | nie rozgrywano | -        |

### Mistrzostwa Europy
| Rok  | Miejsce      | Jedynki | Sztafeta |
| ---- | ------------ | ------- | -------- |
| 2019 | Oberhof      | 13.     | –        |
| 2020 | Lillehammer  | -       | -        |
| 2021 | Sigulda      | dnf     | -        |
| 2022 | Sankt Moritz | 5.      | -        |
| 2023 | Sigulda      | -       | -        |
| 2024 | Igls         | 1.      | 1.       |
| 2025 | Winterberg   | 1.      | 1.       |

### Puchar Świata

#### Miejsca w klasyfikacji generalnej
| Sezon     | Miejsce |
| --------- | ------- |
| 2016/2017 | 37.     |
| 2017/2018 | –       |
| 2018/2019 | 11.     |
| 2019/2020 | 5.      |
| 2020/2021 | 10.     |
| 2021/2022 | 11.     |
| 2022/2023 | 7.      |
| 2023/2024 | 4.      |
| 2024/2025 | 4.      |

#### Miejsca na podium w zawodach Pucharu Świata – indywidualnie
Stan na koniec sezonu 2023/2024
| Lp. | Data       | Miejsce     | Konkurencja    | Lokata |
| --- | ---------- | ----------- | -------------- | ------ |
| 1.  | 24.11.2019 | Igls        | jedynki        | 1      |
| 2.  | 01.12.2019 | Lake Placid | jedynki        | 1      |
| 3.  | 01.12.2019 | Lake Placid | jedynki-sprint | 3      |
| 4.  | 14.12.2019 | Whistler    | jedynki-sprint | 3      |
| 5.  | 01.03.2020 | Königssee   | jedynki        | 2      |
| 6.  | 29.11.2020 | Igls        | jedynki-sprint | 3      |
| 7.  | 12.12.2020 | Oberhof     | jedynki        | 3      |
| 8.  | 16.01.2021 | Oberhof     | jedynki        | 2      |
| 9.  | 19.12.2021 | Igls        | jedynki-sprint | 2      |
| 10. | 04.12.2022 | Igls        | jedynki        | 3      |
| 11. | 11.02.2023 | Winterberg  | jedynki        | 2      |
| 12. | 12.02.2023 | Winterberg  | jedynki-sprint | 2      |
| 13. | 26.02.2023 | Winterberg  | jedynki        | 2      |
| 14. | 08.12.2023 | Lake Placid | jedynki        | 2      |
| 15. | 15.12.2023 | Whistler    | jedynki        | 2      |
| 16. | 14.01.2024 | Igls        | jedynki        | 1      |
| 17. | 17.02.2024 | Oberhof     | jedynki        | 1      |
| 18. | 18.02.2024 | Oberhof     | jedynki-sprint | 2      |

#### Miejsca na podium w zawodach Pucharu Świata – drużynowo
Stan na koniec sezonu 2023/2024
| Lp. | Data       | Miejsce    | Konkurencja | Lokata |
| --- | ---------- | ---------- | ----------- | ------ |
| 1.  | 24.11.2019 | Igls       | sztafeta    | 2      |
| 2.  | 29.11.2020 | Igls       | sztafeta    | 2      |
| 3.  | 13.12.2020 | Oberhof    | sztafeta    | 2      |
| 4.  | 26.02.2023 | Winterberg | sztafeta    | 1      |
| 5.  | 16.12.2023 | Whistler   | sztafeta    | 2      |
| 6.  | 07.01.2024 | Winterberg | sztafeta    | 2      |
| 7.  | 14.01.2024 | Igls       | sztafeta    | 1      |